# Jus postliminii
Le jus postliminii, du Postliminium (« Loi de retour ») assure au citoyen romain de la Rome antique, après une absence à l'étranger, le retour de ses droits d'origine. Ce qu'il avait (temporairement) perdu en raison de dispositions de la loi étrangère.
Le statu quo ante bellum (« état dans lequel les choses étaient avant la guerre ») ne pouvait être obtenu que si l'absence et le retour n'étaient pas liés au «déshonneur». Des défenseurs ou des déserteurs, devenus par la suite prisonniers de guerre, ont été exemptés du régime. La même chose était vraie pour les Romains, qui avaient obtenu leur libération de captivité par la tromperie.
On pense que le droit de retour avait été établi à l'origine pour les émigrants et devrait plus tard privilégier les prisonniers de guerre de retour dans le contexte de l'évolution du droit romain.